# Triple Trouble
Triple Trouble (br: Tripla encrenca / pt: Charlot é sempre Charlot) é um filme mudo estadunidense de curta-metragem de 1918, do gênero comédia, produzido por Jess Robbins para o Estúdios Essanay, e que estreou em 11 de agosto.
Não é oficialmente um filme de Charles Chaplin, ainda que tenha muitas cenas dirigidas por ele, e com Leo White dirigindo novas cenas. A versão final foi formada com a utilização de cenas que haviam sido descartadas de filmes da Essanay. Nessa época, Chaplin não detinha os direitos de propriedade sobre os filmes que dirigia, e nem detinha o controle sobre o uso dos mesmos. As cenas provieram das filmagens de Police, Work e de um filme não concluído chamado Life, e o restante foi completado por Leo White.

## Elenco
- Charles Chaplin .... porteiro
- Edna Purviance .... empregada
- Leo White .... conde
- Billy Armstrong .... cozinheiro e
- James T. Kelley .... ébrio cantando
- Bud Jamison .... vagabundo
- Wesley Ruggles .... vigarista
- Albert Austin .... homem
- 'Snub' Pollard .... vagabundo no albergue